# Benjamin Brand
Benjamin Brand (* 10. Juli 1989) ist ein deutscher Fußballschiedsrichter.

## Werdegang
Brand hat in Bamberg Betriebswirtschaftslehre studiert. Er pfeift für den FC Schallfeld im Bayerischen Fußball-Verband.
Brand absolvierte 2004 im Alter von 15 Jahren seine Schiedsrichterprüfung. Seit 2011 leitet Brand Spiele auf DFB-Ebene. 2012 wurde er auf die Liste der DFL-Schiedsrichter für die 2. Bundesliga gesetzt, in der er es bis zum Sommer 2017 auf 40 Einsätze brachte. Der Aufstieg in die 1. Bundesliga erfolgte zur Saison 2015/16, Brand nahm dort einen der beiden Plätze der aus Altersgründen ausgeschiedenen Schiedsrichter Peter Gagelmann und Thorsten Kinhöfer ein. Er debütierte am 22. August 2015 bei der Partie des FC Schalke 04 gegen den SV Darmstadt 98.
Brand wohnt in Unterspiesheim.